# Esporte na Romênia
O esporte mais popular na Romênia é o futebol. Outros esportes populares na Romênia inclui o handebol, basquete, rugby union, tênis e ginástica.

## Esportes coletivos

### Futebol

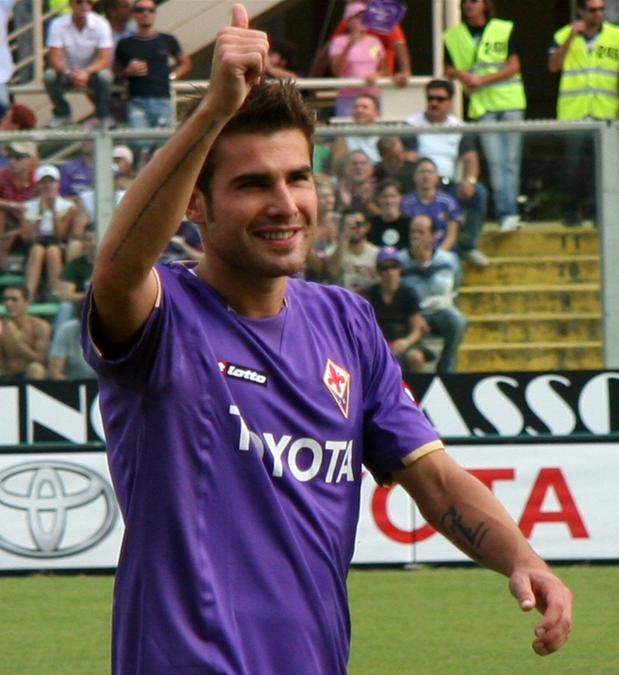
Adrian Mutu.

O futebol é o esporte mais popular do país. O jogador mais conhecido que jogou pela Romênia foi Gheorghe Hagi, que já jogou no Real Madrid, Barcelona e entre outros. Outros jogadores romenos notáveis incluem: Nicolae Dobrin, Ilie Balaci, Dudu Georgescu, Florea Dumitrache, Ion Oblemenco, Dan Coe, Cornel Dinu, Marcel Răducanu, Mircea Lucescu, Necula "Tamango" Răducanu, Anghel Iordănescu, Costică Ştefănescu, Rodion Cămătaru, Ladislau Boloni, Silviu Lung, Michael Klein, Mircea Rednic, Gheorghe Popescu, Dan Petrescu, Miodrag Belodedici, Dorinel Munteanu, Bogdan Stelea, Ioan Lupescu, Helmuth Duckadam, Marius Lăcătuş, Ilie Dumitrescu, Viorel Moldovan, Florin Răducioiu, Adrian Ilie, Bogdan Lobont, Cosmin Contra, Cristian Chivu e Adrian Mutu.
Em 1986, o clube romeno Steaua Bucureşti foi o único time da Romênia ao vencer a UEFA Champions League. Em 1989, voltou a disputar mais uma final, mas perdeu para o Milan. Outros clubes importantes da Romênia incluem Dinamo Bucureşti, FC Universitatea Craiova, Rapid Bucureşti, UT Arad, FC Argeş Piteşti, FC Petrolul Ploieşti, Universitatea Cluj-Napoca, Sportul Studenţesc, FCU Politehnica Timişoara, FC Farul Constanţa, FC Braşov e FC Progresul Bucureşti. A Seleção Romena de Futebol já disputou sete vezes a Copa do Mundo, sendo sua melhor atuação na Copa do Mundo FIFA de 1994, quando chegou nas quartas de finais.

### Handebol
O handebol é o esporte mais popular na Roménia, depois do futebol. A seleção masculina ganhou a Copa do Mundo 4 vezes (1961, 1964, 1970 e 1974). Steaua e Dínamo também ganharam vários títulos europeus ao longo dos anos. A Romênia produziu muitos jogadores de handebol importantes, inclusive Gheorghe Gruia, Vasile Stångå, Cornel Penu, Ioan Moser e Cristian Gatu. A seleção feminina ganhou a Campeonato Mundial de Handebol Feminino en 1962. Râmnicu Vâlcea tem uma forte tradição de handebol feminino. CSM Bucareste também é uma equipe de sucesso. Cristina Neagu é o única jogadora de handebol da história a ganhar três prêmios de Melhor Jogador do Ano da IHF (em 2010, 2015, 2016 e 2018).

### Basquete
O basquete é um esporte muito popular entre os jovens romenos. Gheorghe Mureşan foi o primeiro romeno a entrar na NBA, e ele se tornou conhecido como o homem mais alto no campeonato. Outro produto da escola de basquete romeno foi Toni Alexe.

### Rugby
A seleção romena de rugby conseguiu se classificar para todas as Copas do Mundo de Rugby disputados até o momento. Seus melhores desmpenho foram de 1 vitória em cada edição, exceto em 1995.

## Esportes individuais

### Ginástica

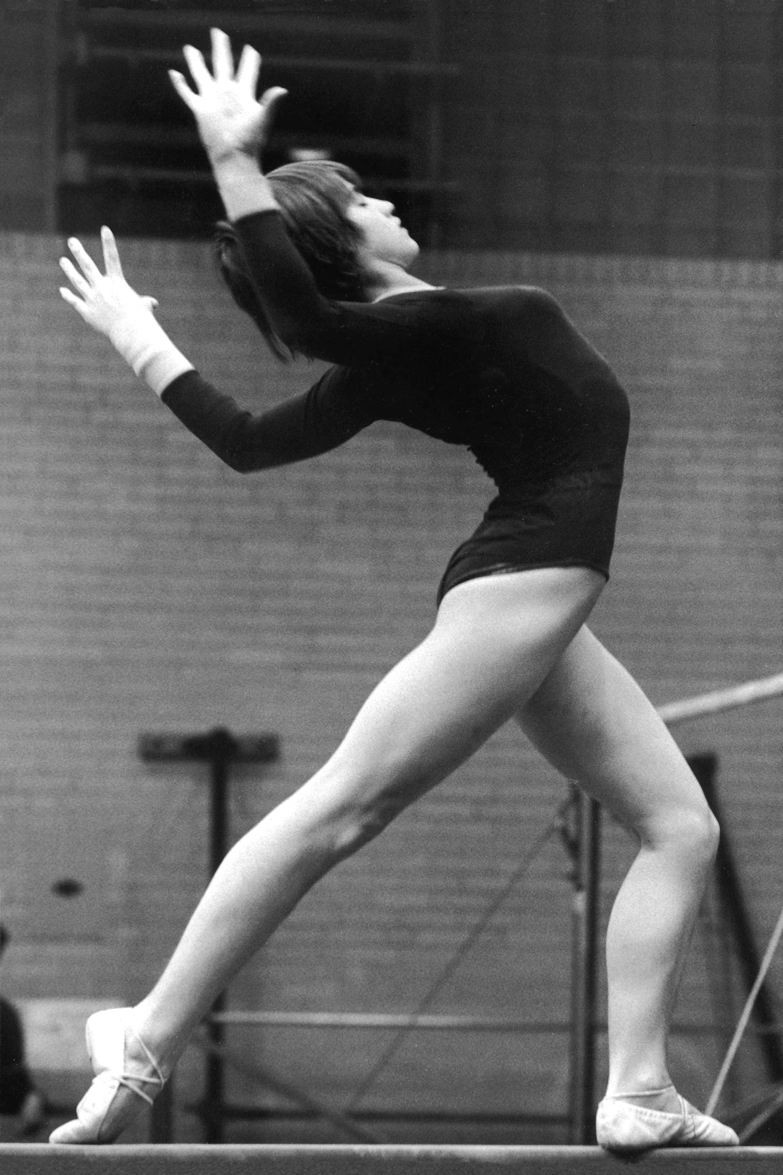
Nadia Comaneci em 1977

Nos Jogos Olímpicos de Montreal, em 1976, a romena Nadia Comaneci tornou-se a primeira ginasta a receber a nota 10,0, em um evento gímnico olímpico. Além, conquistou três medalhas de ouro, uma de prata e uma de bronze, aos quatorze anos de idade. Quatro anos depois, competiu nos Jogos Olímpicos de Moscou, no qual terminou com duas medalhas de ouro e duas de prata.
Após o sucesso de Comaneci, o país começou sua longa tradição na ginástica artística feminina. Dentre as destacadas estão: Daniela Silivas, Ecaterina Szabo, Lavinia Milosovici, Gina Gogean, Simona Amanar, Andreea Raducan, Maria Olaru e Catalina Ponor.
No masculino, destacam-se os ginastas Marius Urzica e Marian Dragulescu.

### Tênis
Ilie Năstase é outro conhecido internacionalmente astro do esporte romeno. Ele ganhou vários títulos Grand Slam e dezenas de outros torneios sendo o número 1 da ATP no período 1973-1974. Romênia atingiu também a Copa Davis três vezes. Virginia Ruzici foi um tenista de sucesso na década de 1970.
Simona Halep  terminou as temporadas de 2017 e 2018 como Nº 1 do Mundo, enquanto campeã do WTA Tour. Ela ganhou dois títulos de Grand Slam: Roland Garros de 2018 e Wimbledon de 2019.
Outros jogadores de tênis de famosos incluem Ion Ţiriac e Andrei Pavel. No tênis feminino, Virginia Ruzici, Irina Spirlea e Ruxandra Dragomir estão entre as melhores jogadoras romenas de todos os tempos. Atualmente, competem no masculino Horia Tecau (duplas) e Marius Copil. Do lado das mulheres, entre os mais importantes jogadores ativos são Simona Halep, Sorana Cirstea, Irina Begu, Mihaela Buzarnescu, Monica Niculescu, Ioana Raluca Olaru.

### Oina
Oina é um esporte tradicional romeno, parecido com o beisebol.

### Boxe
O boxe é popular na Romênia, especialmente nas transmissões de TV. Boxeadores famosos incluem Nicolae Linca, Francisc Vastag, Mihai Leu, Lucian Bute , Leonard Doroftei e Adrian Diaconu.

### Remo e canoagem
O remo e a canoagem romena trouxe vários sucessos, incluindo 35 medalhas olímpicas (18 de ouro) para a remo e 34 medalhas (10 de ouro) para a canoagem. A Romênia é um país líder no remo.
A equipe romena feminina é particularmente forte. Assim como o masculino, costuma trazer medalhas olímpicas neste esporte.

### Xadrez
O xadrez é bastante popular entre os romenos, especialmente aposentados e matemáticos. O melhor jogador romeno atualmente é Liviu-Dieter Nisipeanu.

### Jogos olímpicos
A Romênia participou em 18 dos 25 jogos olímpicos de verão. conquistando até hoje 283 medalhas, sendo 82 de ouro.

## As maiores federações
Esses números são de 2004 e se refere a esportistas do sexo masculino.
| Esporte         | Atletas | Clubes |
| --------------- | ------- | ------ |
| Futebol         | 111,503 | 3016   |
| Tênis           | 15,933  | 135    |
| Rugby           | 5,477   | 56     |
| Basquete        | 5,247   | 114    |
| Handebol        | 4,993   | 146    |
| Artes marciais  | 4,993   | 148    |
| Atletismo       | 4,886   | 190    |
| Wrestling       | 4,298   | 132    |
| Karatê          | 4,201   | 54     |
| Dança esportiva | 3,452   | 91     |
| Xadrez          | 3,177   | 151    |
| Judô            | 3,067   | 120    |